# デイブ・グリーンフィールド
デイブ・グリーンフィールド（Dave Greenfield、1949年3月29日 - 2020年5月3日）は、イングランドのミュージシャン。ストラングラーズのキーボーディストとして知られる。

## 来歴
ブライトン出身。かつては音楽大学に学ぶ学生で、音楽的ルーツはクラシックにある。幾つかのバンドやドイツのパブなどでの演奏経験があり、ストラングラーズのメンバーになる前にはラスティ・バトラー（Rusty Butler）やクレド（Credo）といったプログレッシブ・ロック・バンドでキーボードを担当していた。
1974年、留学先のスウェーデンからイギリスに帰国したヒュー・コーンウェル（ギター、ボーカル）は、ジェット・ブラック（ドラムス）、ジャン＝ジャック・バーネル（ベース、ボーカル）とストラングラーズを結成したが、キーボード奏者を加えたいと考えていた。グリーンフィールドはコーンウェルたちが『メロディ・メイカー』誌に出したキーボード奏者募集の広告を見て応募した。お互いの演奏スタイル、音楽性を一遍に気に入り、意気投合した彼は即座にストラングラーズに加わることを決断した。

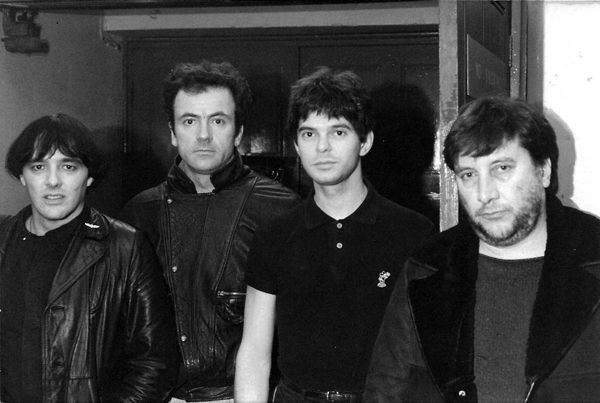
ストラングラーズでのグリーンフィールド（左端・1985年）

初期には口髭を生やしており、パラシュートスーツとパイプをくわえたいでたちでステージに登場してビールが置かれたキーボードを演奏する姿がトレードマークになっていた。コーラスだけでなく、数曲でリード・ボーカルを担当した。1990年にコーンウェルが脱退した後は、盟友のバーネル、ブラックとともにストラングラーズの息の長い活動を支えた。

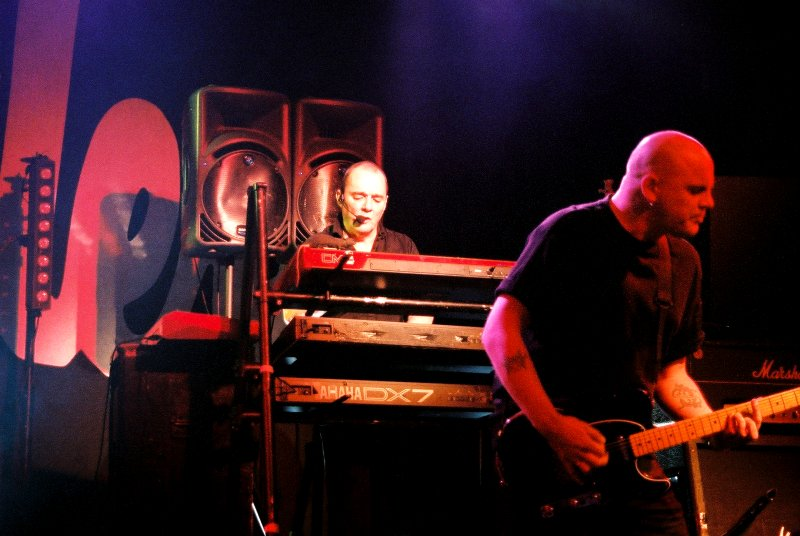
フランス、エルヴィル＝サン＝クレールにて。画像右側はギタリストのバズ・ウォーン（2007年4月）

2020年5月3日、新型コロナウイルスによる肺炎のため死去した。71歳没。

## プレイスタイル
デビュー・アルバム『野獣の館』（1977年）とセカンド・アルバム『ノー・モア・ヒーローズ』（1977年）でのキーボードはハモンドオルガンを中心に構成された。当時の楽曲には、クラシックを土台にした旋律にブルース的なテクニックを駆使するアレンジが多くみられた。
パンク・ロック・アルバムの最高峰の1枚ともいわれるサード・アルバム『ブラック・アンド・ホワイト』（1978年）からはハモンドオルガンは鳴りを潜め、シンセサイザー中心の構成になった。同アルバムではエキセントリックな旋律もみられたが、4作目『レイヴン』（1979年）以降のアルバムでは耽美的な旋律が多くなった。
1980年代のストラングラーズの音楽は耽美的な旋律を奏でるキーボードの露出が強くなり、1970年代のパンク・ムーヴメントで披露した過激な音楽性やスタイルを求めていた「ボーイたち」と呼ばれる初期のファンを少なからず失った。

## その他
- 2003年までケンブリッジシャーにて「The Windmill」というパブを経営していた。

## ディスコグラフィ

### リーダー・アルバム
- 『ファイアー&ウォーター』 - Fire & Water (Ecoutez Vos Murs) (1983年) ※with ジャン＝ジャック・バーネル